# Grevenmacher (canton)
Grevenmacher este un canton al Luxemburgului în districtul Grevenmacher.
Cantonul conține următoarele comune: 
- Betzdorf
- Biwer
- Flaxweiler
- Grevenmacher
- Junglinster
- Manternach
- Mertert
- Wormeldange

1. ↑   https://statistiques.public.lu/fr/territoire-environnement/index.html Lipsește sau este vid: |title= (ajutor)